# County Cork
Cork (irisch Corcaigh) ist ein County im Süden der Provinz Munster in der Republik Irland.

## Geografie
Cork ist die größte Grafschaft Irlands. Sie grenzt im Südwesten und Westen an den Atlantik sowie an die Countys Waterford (im Osten), Tipperary (im Nordosten), Limerick (im Norden) sowie an Kerry (im Westen). Corks 640 Kilometer lange Küstenlinie hat viele saubere Strände und steile Klippen, was die Grafschaft zu einer sehr maritimen Gegend macht. Die größtenteils felsige Küste ist durch Halbinseln und tief ins Land vorstoßende Meeresbuchten stark gegliedert. Die Bantry Bay, Dunmanus Bay, Roaringwater Bay und Clonakilty Bay sind die bedeutendsten Buchten im Südwesten und Süden Corks.
Flache Bergrücken und ausgedehnte Täler sind für das Landesinnere typisch. Die Flüsse Blackwater, Lee und Bandon laufen etwa parallel zueinander von Westen nach Osten. Die Oberfläche ist hügelig; nur im Norden des Blackwater und im östlichen Teil der Grafschaft kommen größere fruchtbare Ebenen vor. Der an der Grenze zur County Kerry gelegene Knockboy, ein Gipfel der Shehy Mountains, ist mit 706 m der höchste Berg Corks. Der auf der Beara-Halbinsel im Westen Corks gelegene Hungry Hill ist mit 685 m die höchste Erhebung der Caha Mountains; er besitzt einen Bergsee, aus dem sich ein Wasserfall speist.
Die Stadt Cork besitzt im nahe gelegenen Cobh einen der wichtigsten Häfen in Irland, denn er ist die Verbindung Irlands mit Frankreich (Roscoff, Le Havre) und mit dem Vereinigten Königreich (Swansea).

## Geschichte
Die Siedlung der heutigen Stadt Cork wurde im 9. Jahrhundert von den Wikingern gegründet.
Im Frühmittelalter gehörte das Gebiet der heutigen Grafschaft Cork zum Königreich Munster. Allerdings wechselten die Gebietszugehörigkeiten in dieser Zeit rasch. 1127 kam das Gebiet zum Fürstentum Desmond. 1620 wurde das County Cork eingerichtet.
Im 19. Jahrhundert gab es mehr als drei Millionen Auswanderer, die von Cork in die neue Welt aufbrachen.
Weil während des Unabhängigkeitskrieges (1919 bis 1922) und des Bürgerkriegs viele Aktivitäten in der Grafschaft stattfanden, wird Cork auch gerne das „Rebel County“ (rebellische Grafschaft) genannt.

## Klima

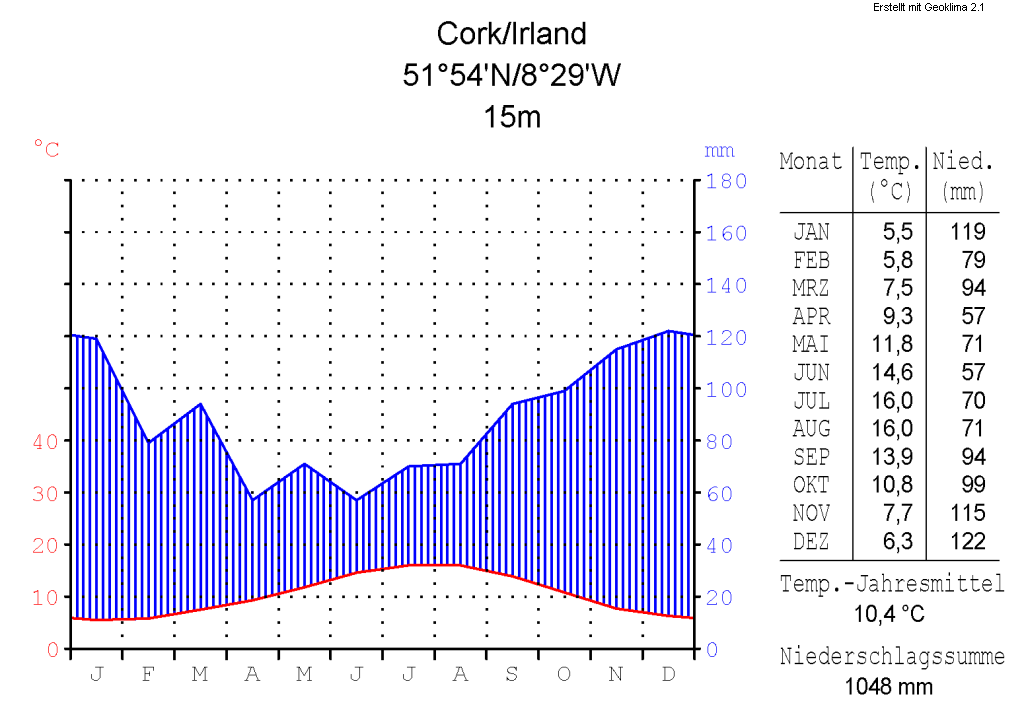
Klimadiagramm von Cork

Das Klima wird stark vom Golfstrom beeinflusst. Aufgrund der sehr milden Temperaturen findet sich (vor allem in West-Cork) eine mediterrane Vegetation mit Palmen, Fuchsienhecken und sonstigen nicht winterharten Pflanzen. Im Winter ist die Witterung feucht und stürmisch, jedoch in der Regel frost- und schneefrei. Die Temperaturen sinken auch im Winter selten unter 4 °C. Die Höchsttemperaturen liegen im Sommer bei ca. 25 °C, die „gefühlte“ Temperatur ist aber bei Sonnenschein deutlich höher.

## Wirtschaft
In der Landwirtschaft herrschen Rinder- und Schafzucht vor. Daneben gibt es den Anbau von Zuckerrüben und Braugerste. Die Stadt Cork ist Sitz zweier großer Brauereien, der 1856 gegründeten Murphy’s Brewery in Lady’s Well und der Beamish & Crawford Brewery im Stadtzentrum, die 1791 von den Namensgebern gekauft wurde.
Im Raum Cork haben renommierte Pharma- und Biotechfirmen ihre Produktionsstätten angesiedelt und bilden einen wichtigen Wirtschaftsfaktor und Arbeitgeber der Region.
Die Kleinstadt Cobh bei Cork liegt an einem bedeutenden Naturhafen, über den fast der gesamte Seeverkehr des irischen Südens und Westens abgewickelt wird.

## Politik
Cork hat zwei Regionalparlamente: Cork County Council und Cork City Council.
Die Sitzverteilung im Cork County Council nach der Kommunalwahl im Juni 2024 ist:
| Partei           | Sitze |
| ---------------- | ----- |
| Fianna Fáil      | 19    |
| Fine Gael        | 18    |
| Social Democrats | 3     |
| Labour Party     | 2     |
| Sinn Féin        | 1     |
| Unabhängige      | 12    |

Für die Wahlen in das irische Parlament (Dáil Éireann) wurden im County Cork bei den Wahlen im November 2024 in fünf Wahlkreisen zusammen 20 Abgeordnete gewählt.
| Partei           | Sitze |
| ---------------- | ----- |
| Fianna Fáil      | 7     |
| Fine Gael        | 4     |
| Sinn Féin        | 3     |
| Sozialdemokraten | 3     |
| Labour Party     | 1     |
| Unabhängige      | 2     |

## Tourismus
Einer der wichtigsten Wirtschaftszweige im County Cork (vor allem an der Küste von West-Cork) ist der Tourismus. Die Region ist vor allem bei Wassersportlern (Segler, Angler), Mountainbikern, Rucksack-Touristen und Naturfreunden beliebt. Es gibt zahlreiche Yachthäfen und Golfplätze sowie eine teils unberührte Natur mit artenreicher Vegetation und einsame Strände und Buchten. Für Wanderer ist die Infrastruktur nicht optimal, da es anders als in Großbritannien und Nordirland fast keine markierten Wanderwege gibt. Übernachtungsmöglichkeiten gibt es hingegen reichlich, vor allem Bed and Breakfast und Cottages (Ferienhäuser), aber auch Hotels, Campingplätze und einige Jugendherbergen. Die Preise sind aber durchschnittlich höher als z. B. in Deutschland. In Städten wie Skibbereen, Bantry, Kinsale oder Glengariff gibt es ausgesprochen viele Touristengeschäfte, die Geschenkartikel, Souvenirs und landestypische Produkte anbieten (Kleidung aus Schurwolle, Kunsthandwerk, Artikel mit keltischen Motiven, kulinarische Spezialitäten). Außerdem gibt es viele Galerien bzw. Kunstateliers, die vom Künstler selbst betrieben werden und teilweise auch gleichzeitig als Café fungieren. Das hat seinen Ursprung darin, dass sich in dieser Region (aufgrund des Klimas und der steuerlich vorteilhaften Bedingungen für Künstler in Irland) ungewöhnlich viele „Aussteiger“ angesiedelt haben.

## Sprache
County Cork hat zwei Gaeltacht-Gebiete, in denen die irische Sprache die hauptsächliche tägliche Sprechweise ist. Diese sind: irisch Múscraí (englisch Muskerry) im Norden der Grafschaft, besonders im Dorf irisch Cúil Aodha (englisch Coolea) und irisch Oileán Chléire (englisch Cape Clear Island) eine Insel im Westen.

## Persönlichkeiten
- Jeremiah O’Donovan Rossa (1831–1915), prominentes Mitglied der Fenian Brotherhood
- Thomas Kent (1865–1916), irischer Nationalist
- Daniel Corkery (1878–1964), Schriftsteller
- Terence MacSwiney (1879–1920), Bürgermeister von Cork, irischer Nationalist
- Tomás MacCurtain (1884–1920), Bürgermeister von Cork, irischer Nationalist
- Michael Collins (1890–1922), irischer Freiheitskämpfer
- Tadhg Manley (1893–1976), Politiker
- Tom Barry (1897–1980), irischer Freiheitskämpfer
- Seán Ó Faoláin (1900–1991), Schriftsteller
- Edward Cotter (1902–1972), Politiker
- Frank O’Connor (1903–1966), Schriftsteller
- John Galvin (1907–1963), Politiker
- Florence Wycherley (1908–1969), Politiker
- Batt Donegan (1910–1978), Landwirt und Politiker
- Sheila Galvin (1914–1983), Politikerin
- Patrick McAuliffe (1914–1989), Politiker
- Liam Ahern (1916–1974), Politiker
- Jack Lynch (1917–1999), Politiker, Regierungschef (Taoiseach)
- Seán Collins (1918–1975), Politiker
- Michael Pat Murphy (1919–2000), Politiker
- Paddy Forde (1922–1972), Politiker
- Patrick Hegarty (1926–2002), Landwirt und Politiker
- Patrick Kerrigan (1928–1979), Politiker
- Barry Cogan (* 1936), Politiker
- Laurence Kelly (* 1946), Politiker
- Micheál Martin (* 1960), Politiker, Regierungschef (Taoiseach)
- Sonia O’Sullivan (* 1969), Leichtathletin
- Roy Keane (* 1971), Fußballer
- Simon Coveney (* 1972), Politiker, Außenminister
- Cillian Murphy (* 1976), Schauspieler

## Sehenswürdigkeiten
- Ardgroom Steinkreise
- Drombeg Stone Circle Steinkreis bei Glandore
- Bantry House
- Blarney Castle
- Cape Clear Island
- Garinish, die Garteninsel in der Bantry Bay
- Charles Fort in Kinsale
- Millstreet County Park
- Mizen-Halbinsel
- Liste von Wedge Tombs in Irland#Cork
- Liste der Portal Tombs in Irland#Cork